# The Calm
The Calm is een Amerikaanse korte film uit 2023, geregisseerd door Sam Hargrave.

## Verhaal
De protagonist wordt opgehaald met een BMW i7 M70 xDrive en reist naar een nog onduidelijke bestemming. Onderweg wordt de protagonist belaagd en weet ze maar net te ontkomen, na een zwaar gevecht. Uiteindelijk wordt duidelijk dat deze hele actie leidt naar Hotel Martinez in Cannes. Daar wordt ze door de antagonist opgewacht en neemt ze een geheimzinnige koffer in ontvangst.

## Rolverdeling
| Acteur          | Personage   |
| --------------- | ----------- |
| Pom Klementieff | Protagonist |
| Uma Thurman     | Antagonist  |
| Nathaniel Perry | Chauffeur   |

## Productie
De film werd geproduceerd door Joseph Kosinski als uitvoerend producent en Hans Zimmer als filmcomponist. BMW Films die de film uitbracht, was eerder verantwoordelijk voor The Hire-serie uit 2001 en de korte film The Escape uit 2016.

## Release
Kort na de première op het Filmfestival van Cannes verscheen de film op 17 mei 2023 op het YouTube-kanaal.